# Czarnobylit

Czarnobylit w zbiornikach tłumiąych parę w reaktorze nr 4 Czarnobylskiej Elektrowni Jądrowej

Czarnobylit – silnie radioaktywna substancja krystaliczna pochodzenia technogenicznego, składająca się głównie z krzemianu cyrkonu z domieszką uranu (do 10%). Został odkryty w podziemiach reaktora nr 4 po katastrofie w Czarnobylu.